# Farandnear
Farandnear ist ein 89 Acres (36 ha) großes Naturschutzgebiet bei der Stadt Shirley im Bundesstaat Massachusetts der Vereinigten Staaten, das von der Organisation The Trustees of Reservations verwaltet wird.

## Geschichte
Charles E. Goodspeed kaufte auf dem Gelände des heutigen Schutzgebiets im Jahr 1902 ein 3 Acres (1,2 ha) großes Grundstück und errichtete darauf für seine an Asthma leidende Tochter Miriam ein Haus im Stil der Shingle-Architektur als Rückzugsort. Er bezeichnete dieses Haus als „Farandnear“ (deutsch wörtlich FernundNah), da die Stadt Shirley zwar mit einer Entfernung von 50 mi (80,5 km) von ihrem Hauptwohnsitz in Boston aus eine zweitägige Reise zu Pferd bedeutete, jedoch nah genug lag, um das Haus zumindest saisonal nutzen zu können. Auch die nächsten drei Generationen der Familie Goodspeed, die in Boston von 1898 bis 1993 den Buchladen Goodspeed Booksellers betrieb, nutzten das Grundstück und erweiterten es, so dass es auch ganzjährig genutzt werden konnte. Sie vergrößerten das Haus und errichteten einen kleinen Golfplatz, der auch für die Einwohner von Shirley zugänglich war.
1939 fiel das Wohnhaus einem Feuer zum Opfer und wurde durch ein neues Zweifamilienhaus ersetzt. Arthur Banks, der ebenfalls zur Familie gehörte, erbte das Grundstück, hielt sich jedoch aufgrund seiner beruflichen Tätigkeit als Professor für die Dokumentation der Weltpolitik nur in den Sommermonaten dort auf. Er fügte seinem Land zwei weitere Parzellen hinzu: Zum einen einen Moosbeeren-Sumpf, der als Kooperative von einigen Familien aus Shirley bewirtschaftet wurde, und zum anderen eine 10 Acres (4 ha) große Mischfläche aus Weideland und einem Wald aus Hemlocktannen.
Arthur errichtete darüber hinaus ein Kiefern-Arboretum, das er „Pinetum“ (pine ist das englische Wort für Kiefern) nannte. Dort wachsen mehr als 80 Arten von Coniferopsida. Im Frühjahr 2001 veröffentlichte die American Conifer Society dazu einen Artikel.

## Schutzgebiet
Im Schutzgebiet stehen den Besuchern 2,7 mi (4,3 km) Wanderwege sowie Flächen für verschiedene Freizeitaktivitäten zur Verfügung. Es können Schwarzkopfmeisen, Streifenkauze und andere Vögel beobachtet werden, ebenso gibt es Populationen von Schmetterlingen und Großlibellen. Auf dem Boden finden sich Spuren von Schwarzbären, Rotluchsen und Hirsche.